# بانوی صورتی
بانوی صورتی یک نوع سیب پیوندی است که از ترکیب سیب بانو ویلیامز و سیب زرد حاصل می‌گردد. مزه این میوه ترش و ترد می‌باشد. بانوی صورتی ابتدا به وسیله جان کریپس در سال ۱۹۷۳ در استرالیا کشت گردید. رنگ این میوه قرمز با پیش زمینه سبز است. شته مومی سیب، آفت درخت بانوی صورتی است.